# 硫代氟化亚砜
硫代氟化亚砜是一种硫的氟化物 ，是二氟化二硫的异构体。

## 制备
硫代氟化亚砜可以由二氯化二硫和氟化钾在 150 °C 下反应而成。二氯化二硫和氟化汞在 20 °C下反应，也可以获得硫代氟化亚砜。
S2Cl2 + 2 KF → SSF2 + 2 KCl
另外一种制备方法是三氟化氮和硫反应而成。
NF3 + 3 S → SSF2 + NSF
在和碱金属氟化物反应时也可以生成二氟化二硫。

## 性质
硫代氟化亚砜是一种无色气体。 在高温高压下，硫代氟化亚砜会分解成四氟化硫和硫单质。
2 SSF2 → SF4 + 3 S
它会和氢氟酸反应，形成四氟化硫和硫化氢。
SSF2 + 2 HF → SF4 + H2S